# Sumberagung (Plumpang)
Sumberagung is een bestuurslaag in het regentschap Tuban van de provincie Oost-Java, Indonesië. Sumberagung telt 7162 inwoners (volkstelling 2010).